# Union Automobile Company (1915)
Union Automobile Company war ein 1915 gegründeter US-amerikanischer Hersteller von Automobilen.

## Unternehmensgeschichte
John Zimmerman gründete Ende 1915 das Unternehmen in Auburn in Indiana. Es gehörte zur Auburn Automobile Company. 1916 begann die Produktion von Automobilen. Der Markenname lautete Union. Noch 1916 endete die Produktion.
Weitere US-amerikanische Hersteller von Personenkraftwagen der Marke Union waren Union Electric Company, Union Automobile Company, Union Automobile Manufacturing Company, Union Carriage Company und Union Sales Company.

## Fahrzeuge
Im Angebot stand nur ein Modell. Es hatte einen Vierzylindermotor mit 24 PS Leistung. Das Fahrgestell hatte 305 cm Radstand. Zur Wahl standen ein Tourenwagen mit fünf Sitzen und ein Roadster mit zwei Sitzen. Der Neupreis betrug einheitlich 895 US-Dollar.